# Ecnomina mesembria
Ecnomina mesembria är en nattsländeart som beskrevs av Arturs Neboiss 1982. Ecnomina mesembria ingår i släktet Ecnomina och familjen trattnattsländor. Inga underarter finns listade i Catalogue of Life.